# Cantón de Guînes
El cantón de Guînes era una división administrativa francesa, que estaba situada en el departamento de Paso de Calais y la región de Norte-Paso de Calais.

## Composición
El cantón estaba formado por dieciséis comunas:
- Alembon
- Andres
- Bouquehault
- Boursin
- Caffiers
- Campagne-lès-Guines
- Fiennes
- Guînes
- Hames-Boucres
- Hardinghen
- Herbinghen
- Hermelinghen
- Hocquinghen
- Licques
- Pihen-lès-Guînes
- Sanghen

## Supresión del cantón de Guînes
En aplicación del Decreto nº 2014-233 de 24 de febrero de 2014, el cantón de Guînes fue suprimido el 22 de marzo de 2015 y sus 16 comunas pasaron a formar parte; catorce del nuevo cantón de Calais-2 y dos del nuevo cantón de Calais-1.